# Baby I Lied
«Baby I Lied» es una canción interpretada por la cantautora estadounidense Deborah Allen. Fue publicada en agosto de 1983 como el sencillo principal de su primer y único extended play Cheat the Night.

## Galardones
| Año  | Premio         | Categoría                                    | Resultado | Ref.  |
| ---- | -------------- | -------------------------------------------- | --------- | ----- |
| 1983 | Premios Grammy | Mejor interpretación vocal country, femenina | Nominada  | [ 3 ] |
| 1983 | Premios Grammy | Mejor canción country                        | Nominada  | [ 3 ] |

## Posicionamiento
| Gráfica (1983–84)                             | Pico de posición |
| --------------------------------------------- | ---------------- |
| Australia (Kent Music Report)                 | 31               |
| Estados Unidos (Billboard Adult Contemporary) | 10               |
| Estados Unidos (Billboard Hot 100)            | 26               |
| Estados Unidos (Billboard Hot Country Songs)  | 4                |
| Estados Unidos (Cashbox Top 100)              | 23               |